# Nomain

Nomain este o comună în departamentul Nord, Franța. În 1 ianuarie 2022 avea o populație de 2.618 de locuitori.